# فیلباخ
فیلباخ (به آلمانی: Vielbach) یک شهر در آلمان است که در وستروالدکرایس واقع شده‌است. فیلباخ ۶۰۶ نفر جمعیت دارد.